# The Danish Solution
The Danish Solution er en dokumentarfilm fra 2005 instrueret af Karen Cantor og Camilla Kjærulff efter deres eget manuskript.

## Handling
For lidt over 60 år siden fandt en af de mest bemærkelsesværdige begivenheder under anden verdenskrig sted: De danske jøders redning fra Hitlers Holocaust – og det skyldtes ikke en enkelts indsats, men at der var en meget stor opbakning i den danske befolkning. Men ikke alle danskere var helgener: Mange tog sig godt betalt, nogle blev forrådt og danske håndlangere hjalp flittigt tyskerne med jagten.